# Interstate 95 (Maryland)
Cet article traite d'une section intra-État de l'autoroute. Pour l'article traitant de l’autoroute au complet, référez-vous à Interstate 95.
L'Interstate 95 dans le Maryland constitue un segment de l'interstate 95, l'autoroute majeure de la côte est des États-Unis. Elle relie notamment, sur plus de 3 000 kilomètres, les villes de Miami, Washington, Baltimore, Philadelphie, New York et Boston.
Dans sa section dans le Maryland, elle est, de loin, l'autoroute la plus empruntée de l'État. Elle relie la banlieue est de la capitale américaine, Washington, en contournant la capitale, à la plus grande ville de l'État, Baltimore, qu'elle traverse au complet du sud-ouest au nord-est. Elle relie par la suite ces deux métropoles au Delaware vers le nord, soit vers Philadelphie. 
La section dans le Maryland de l'Interstate 95 est très imposante, possédant parfois un débit journalier de plus de 250 000 véhicules, principalement entre Washington et Baltimore. Durant toute sa section dans le Maryland, elle possède toujours 6 voies ou plus (configuration 3-3), même dans le territoire forestier du nord de l'État. Elle est nommée la Capital Beltway dans sa section à l'est de la capitale américaine (en multiplex avec l'interstate 495), puis entre Baltimore et la frontière du Delaware, elle possède le titre de John F. Kennedy Memorial Highway. De plus, malgré le nombre important d'autoroutes présentes entre Washington et Baltimore, l'Interstate 95 reste énormément empruntée,.

## Tracé

### Capital Beltway
L'Interstate 95 arrive dans le Maryland au-dessus du fleuve Potomac, sur le pont Woodrow Wilson, en provenance de l'état de Virginie. De plus, une toute petite section du pont, à l'ouest de la frontière du Maryland, une toute petite portion du pont (environ 0,1 mile ou 0,16 kilomètres) appartiennent officiellement au District de Columbia. Elle commence sa route dans le Maryland déjà en multiplex avec l'interstate 495, soit l'autoroute complète de contournement de Washington. De plus, elle commence déjà à 8 voies (configuration 4-4). 
Tout de suite après le pont, Elle possède un imposant échangeur avec l'interstate 295 nord, qui suit la rive est du Potomac du côté du Maryland, vers Washington. Par la suite, elle courbe légèrement vers le nord, tout en conservant son orientation dominante vers l'est dans ce secteur, en traversant une zone un peu moins peuplée, en passant notamment au sud de Temple Hill, en plus de passer au nord du la base aérienne de Joint Base Andrews. À cet instant, soit au mile 9, elle tourne vers le nord-est. Elle croise notamment la route 4 du Maryland dans cette section. Alors qu'elle passe à l'est de Forestville, alors qu'elle croise la White House Rd., elle courbe vers le nord-nord-ouest, toujours en étant en multiplex avec l'Interstate 495. 
Entre les miles 15 et 19, elle passe à l'ouest de Largo, et passe dans Glenarden, en conservant une orientation vers le nord. Au mile 19, elle possède un échangeur autoroutier complet avec la U.S. Route 50, vers Washington ainsi que vers la capitale de l'état, Annapolis. Après son échangeur avec la US 50, elle tourne à nouveau légèrement vers l'ouest, en passant dans New Carrollton et dans Greenbelt. Au sud de cette ville, au mile 22, elle croise dans un échangeur en trèfle la route 295 du Maryland, aussi mieux connue sous l'appellation Baltimore-Washington Parkway, puisque, comme l'Interstate 95, elle relie les 2 villes.
En se dirigeant toujours vers le nord-ouest sur 3 miles, elle possède un tournant vers l'ouest au mile 25, où elle croise la U.S. Route 1, qui devient la Rhode Island Avenue dans Washington, et qui, elle aussi, relie Washington à Baltimore, parallèlement à la route 295 et à l'Interstate 95. C'est 2 miles plus à l'ouest, alors que l'Interstate 95 est au nord-nord-est du centre-ville de Washington, qu'elle se détache de la Capital Beltway, mettant ainsi fin au multiplex long de 34 miles avec l'interstate 495, l'autoroute de contournement de Washington. Elle se détache de ce multiplex en possédant 2 longues sorties (à droite depuis la I-95 nord, et à gauche depuis la I-95 sud) larges de 3 voies chacune. 
Cette section de l'I-95 mesure 27 miles dans l'état, mais au complet, autour de Washington, elle mesure 34 miles.

### Entre les autoroutes de contournement
Après la fin de la section de l'Interstate 95 autour de Washington, elle se dirige vers le nord-nord-est, en passant à l'est de Calverton. 2 miles plus au nord, au mile 31, elle possède un échangeur autoroutier avec la route 200 du Maryland, qui possède les standards autoroutiers. Cette autoroute, à péage vers l'ouest, permet l'accès à Gaithersburg ainsi qu'à d'autres banlieues importantes de la région au nord de Washington. Ensuite, pour 7 miles, le territoire est beaucoup moins peuplé, mais demeure moyennement urbanisée. Dans cette section, elle passe à l'ouest de Laurel. Au mile 38, au sud de Guilford, elle croise la route 32 du Maryland, qui est également une autoroute à accès limité. Elle permet l'accès à Columbia et à Annapolis notamment. Alors qu'elle passe au nord de Jessup, elle se dirige toujours vers le nord-est en possédant 8 voies. Au mile 43, la route 100 croise l'Interstate 95, elle aussi une autoroute, permettant l'accès à Glen Burnie et à Ellicott City.
Pour les 3 prochains miles, l'Interstate 95 croise 3 autoroutes inter-États, soit les Interstates 895 (à péage, vers Baltimore Highlands), 695 (autoroute de contournement de Baltimore), ainsi que l'interstate 195 (vers l'aéroport de Baltimore-Washington), aux miles 46, 47 ou 49. Un peu avant la sortie 50, elle franchit la limite de la ville de Baltimore, la métropole du Maryland.
Cette section mesure 22 miles.

### Le grand Baltimore

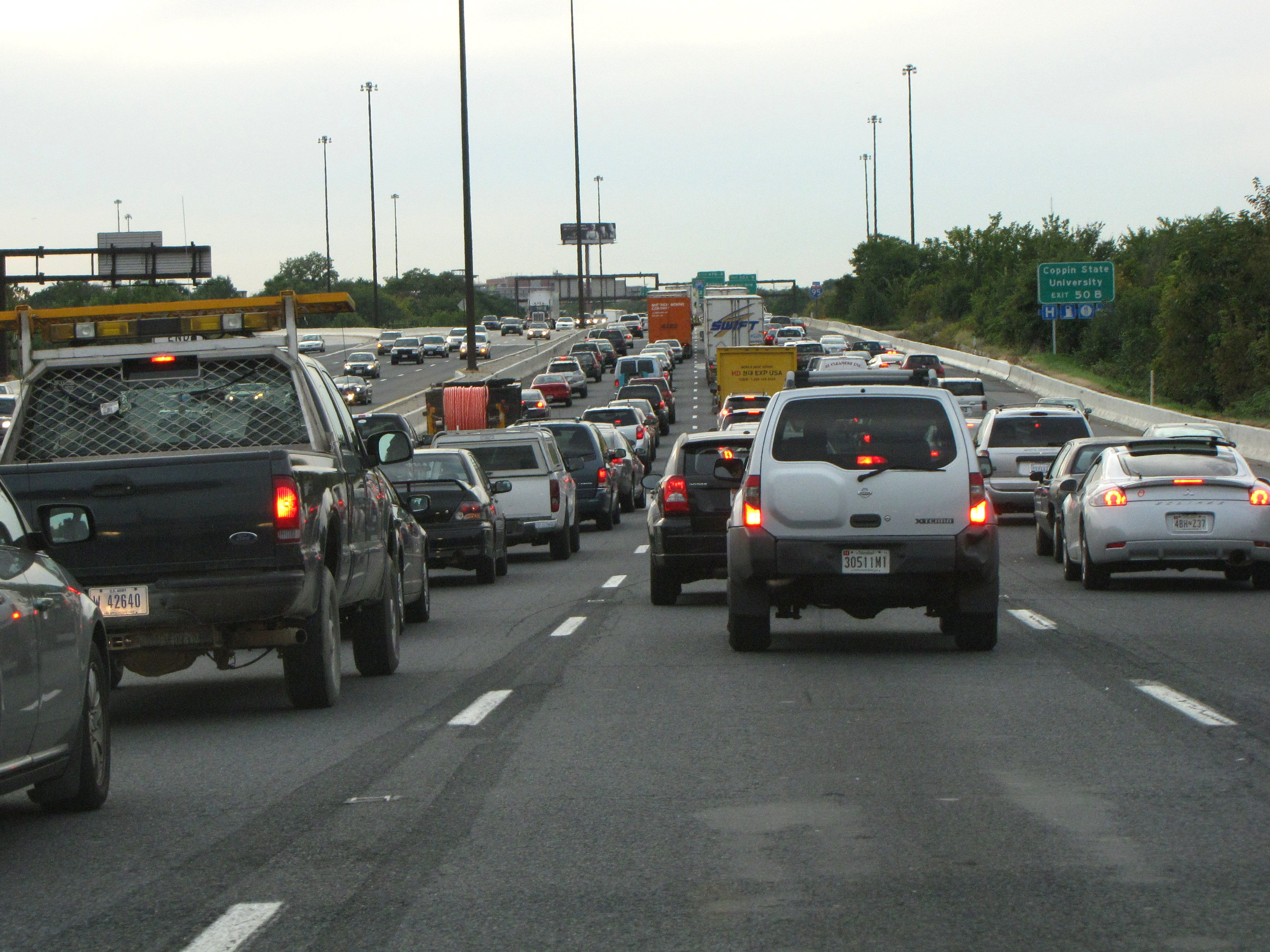
L'interstate 95 direction sud alors qu'elle passe dans Baltimore. Cette section est très souvent congestionnée, car elle est le principal lien entre Washington et Baltimore.

C'est au mile 50 qu'elle fait son entrée dans la ville de Baltimore, juste au nord-est de sa jonction avec l'autoroute de contournement de la métropole, l'interstate 695. Elle commence par bifurquer vers l'est au mile 51, en possédant un échangeur avec la U.S. Route 1, le Washington Blvd., qui mène vers l'ouest de la ville. À peine 1 mile plus loin, elle croise la Baltimore-Washington Parkway, qui, vers le sud, mène vers Washington. Tout juste après, elle croise l'interstate 395 dans un échangeur en T semi-directionnel, situé au-dessus de l'eau. Cet échangeur est très emprunté et important, puisque la I-395 vers le nord relie directement l'Interstate 95 au centre-ville de Baltimore. L'échangeur avec la Baltimore-Washington Parkway est d'ailleurs plutôt complexe, et possède plusieurs niveaux.
1 mile plus à l'est, alors qu'elle possède un échangeur avec la Key Highway (sortie 55), elle courbe légèrement vers le sud-est, en descendant. En effet, moins d'un mile plus loin, elle entre dans le tunnel Fort McHenry, qui passe sous une branche de la rivière Patapsco, le havre de Baltimore. D'ailleurs, au centre du tunnel, lorsque celui-ci est à son plus bas niveau, l'Interstate 95 est au plus bas niveau sous l'eau pour une autoroute inter-États (Interstate), alors qu'elle descend jusqu'à –31 mètres (–123 pieds), un record toujours détenu à ce jour pour tous les États-Unis.
À la suite du tunnel, un imposant poste de péage est présent, puisque le tunnel est à péage. Il contient plus de 10 postes par direction. Tout de suite après le poste de péage, l'interstate 895, surélevée, passe diagonalement au-dessus de l'Interstate 95, sans la présence d'un échangeur. Ceci est étrange, puisque soudainement, l'Interstate 95 se trouve à l'est de l'Interstate 895, elle qui est une autoroute de déviation au sud de l'Interstate 95, causant une forme bizarre d'un «p» au nord-est de ce viaduc.
Au mile 57, 2 miles au nord du tunnel, elle courbe d'une manière prononcée vers l'est, puis revient abruptement vers le nord, en frôlant la limite est de la ville de Baltimore, traversant toujours l'est de la ville. Aux alentours du mile 61, elle croise justement l'Interstate 895, ce qui rend la géographie de l'endroit encore plus bizarre, puisque 4 miles plus au sud, elle passait tout simplement au-dessus de l'Interstate 95. C'est au mile 62 qu'elle quitte officiellement la ville de Baltimore, et 2 miles plus au nord-est, au nord de Kenwood, elle croise à nouveau l'interstate 695, l'autoroute de contournement de Baltimore. Cette section mesure 15 miles.
D'ailleurs, en seulement 37 miles (59 kilomètres), elle croise 11 autoroutes (Interstates ou route d'états possédant les standards autoroutiers), ce qui est un autre record américain pour une Interstate.

### Nord-est de l'État, jusqu'au Delaware

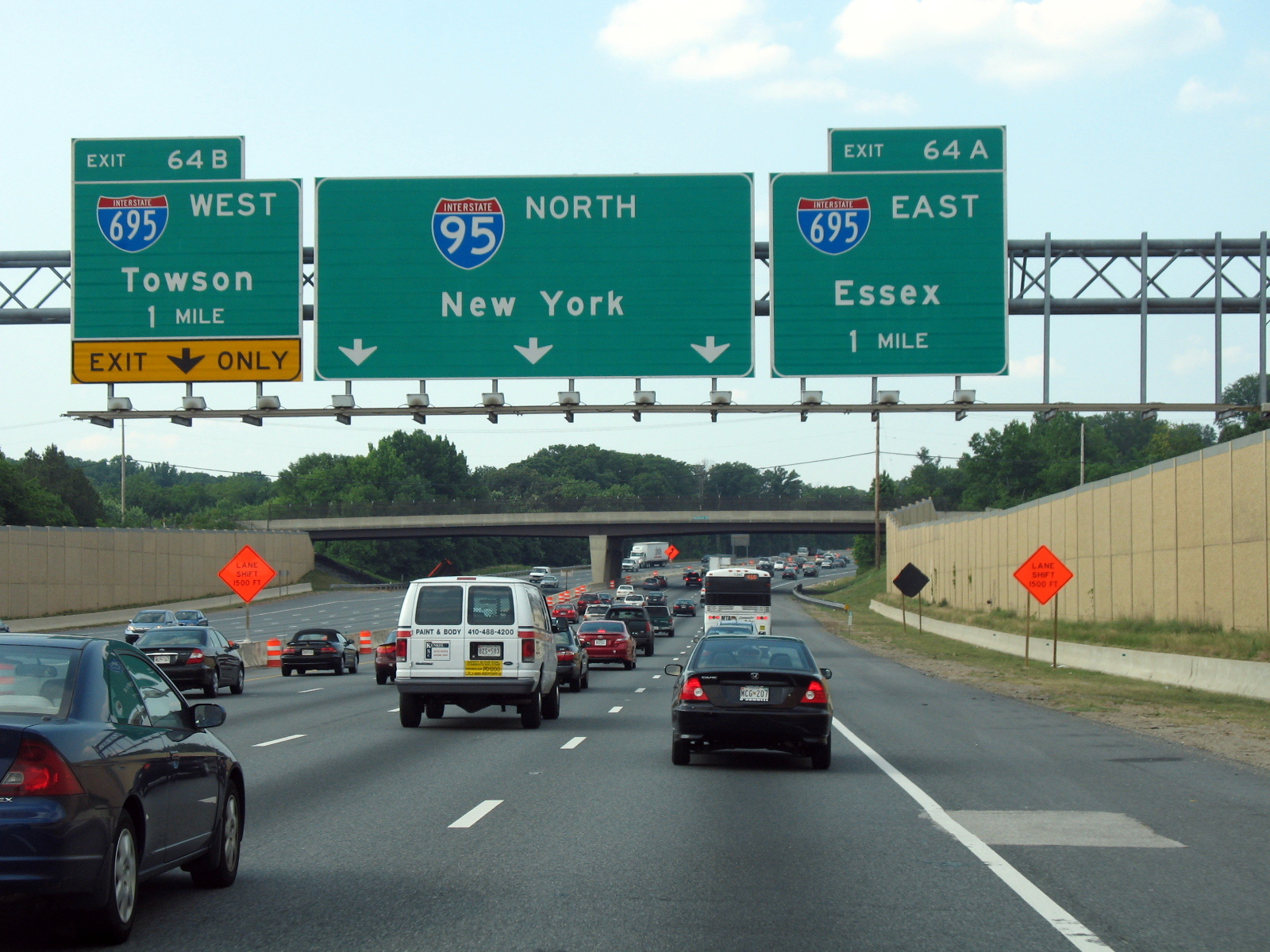
Llinterstate 95, direction nord, à sa jonction avec l'Interstate 695, l'autoroute de contournement de Baltimore (sortie 64). Malgré le fait que la 95 passe vers Philadelphie, les panneaux de signalisation indiquent New York, accessible via le New Jersey Turnpike.

Alors qu'elle quitte progressivement la grande région de Washington-Baltimore, elle passe à l'ouest de White Marsh au mile 67. Elle possède toujours 8 voies dans cette section, jusqu'au mile 77, alors qu'elle passe au nord de Joppatowne, où elle tombe à 6 voies, soit 3 voies dans chaque direction. Pour les prochains miles, alors qu'elle se dirige vers le nord-est, suivant la baie Chesapeake, elle passe quelques miles au sud de Bel Air, puis frôle Aberdeen au nord, au mile 85. Par la suite, la sortie 89 permet l'accès à Havre de Grace, ville que la 95 contourne par le nord. Entre le mile 90 et le mile 91, elle traverse la rivière Susquehanna, et ce pont est péage, mais seulement en direction nord. Le poste de péage est d'ailleurs situé à l'est du pont, au mile 92. La sortie 93 permet l'accès à Perryville, tandis qu'elle continue sa route vers l'est, approchant progressivement du Delaware.
La région devient beaucoup moins urbanisée, et en 16 miles, elle ne possède que 3 échangeurs, ce qui est plutôt rare pour l'Interstate 95 dans le Maryland. Au mile 109, un échangeur permet l'accès à Elkton, village situé au bout de la baie Chesapeake. C'est moins d'un mile après, à l'est, que l'Interstate 95 traverse la frontière entre le Maryland et le Delaware, alors qu'elle continue plus loin vers Philadelphie, New York et Wilmington, moins de 20 miles à l'est de la frontière. 
L'Interstate 95 dans le Maryland demeure une des autoroutes les plus empruntées des États-Unis, mais puisqu'elle connecte toutes les grandes villes de la côte est des États-Unis, elle demeure extrêmement fréquentée sur toute sa longueur dans l'état, qui est de 110 miles (177 kilomètres).

## Histoire

### Chronologie

#### Environs de Washington
Sous les plans originaux de l'Interstate 95 dans le Maryland, elle n'aurait pas suivi la portion est de la Capital Beltway, autour de Washington, du pont Woodrow Wilson jusqu'à l'échangeur College Park. Au lieu de cela, elle aurait quitté le district de Columbia près de l'avenue Hew Hampsire (route 650 du Maryland), suivant la Northeast Freeway, et après avoir passé dans le Northwest Branch Park, aurait croisée l'Interstate 495, justement à l'échanger College Park, et par la suite, continuer sur la portion actuelle de l'Interstate 95. Ce plan fut abandonné en 1977, et la I-95 a été déviée, en plus de la North Central Freeway, qui a été abandonnée par le District de Columbia. La partie de l'I-95 qui a été complétée du centre-ville de Washington jusqu'à l'échangeur Springfield, en Virginie a été renumérotée autoroute 395 (I-395).

#### Dans Baltimore

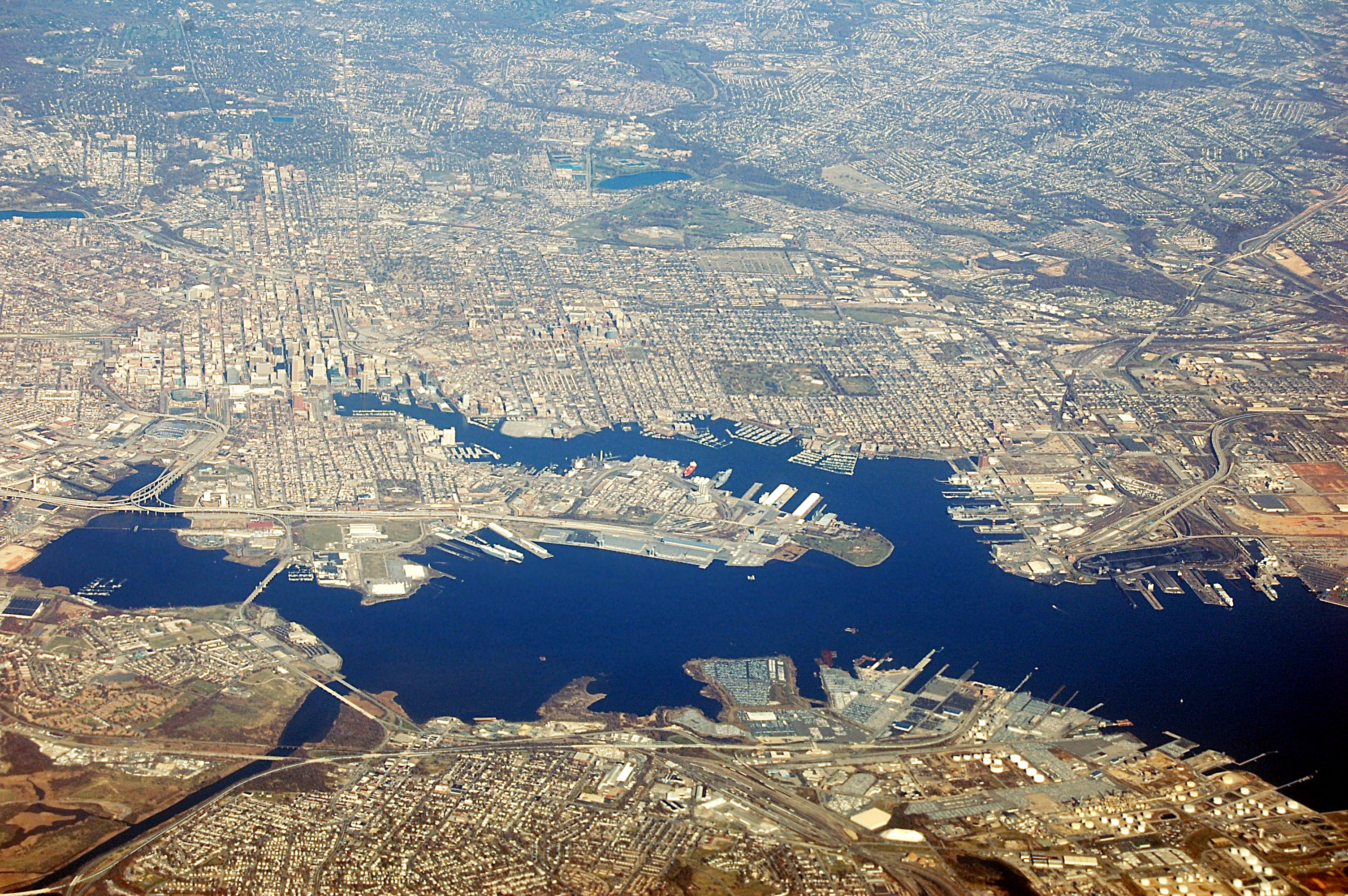
Une vue aérienne de Baltimore, avec, en avant-plan, l'Interstate 95, qui passe aujourd'hui au sud du centre-ville de Baltimore, malgré les nombreuses anciennes propositions. L'Interstate 395 (vers le centre-ville) ainsi que l'Interstate 895 (autoroute en bas à gauche) sont aussi visibles.

Plusieurs propositions ont été faites dans les années 1940 et dans les années 1950 pour une autoroute est-ouest dans la ville de Baltimore. Après plus de neuf propositions, le département de la planification de la ville a publié sa propre version en 1960. La route aurait commencé, dans la proposition, à la hauteur de l'Interstate 70N (connue autrefois en tant que ce numéro, aujourd'hui l'interstate 270), puis taillant droit vers l'est, traversant Inner Harbor, sur une section surélevée, jusqu'au centre-ville. Cette route aurait croisé 2 autres autoroutes, les autoroutes Jones Falls Expressway et Southwest Expressway, et l'I-95 aurait suivi la Southwest Expressway, et croisé à la fois l'Interstate 70N ainsi que l'Interstate 83. Ces 2 autoroutes se seraient terminées sur cet échangeur, tandis que l'Interstate 95 aurait continué vers l'est, en suivant le corridor de la Boston Street vers East Baltimore, croisant l'Interstate 895 (Harbor à Tunnel Thruway), à sa sortie 62 actuelle. Toutes ces autoroutes auraient nécessité un nombre gigantesque de relocalisations. 
Toutes les autoroutes mentionnées ci-haut ont été modifiées pour faire partie du Baltimore 10-D Interstate System, approuvé en 1962. Dans ce plan, l'Interstate 95 aurait été orientée est-ouest au nord du Fort McHenry, ressemblant à la proposition du haut, mais passant plus au sud. Après avoir traversé l'Inner Harbor sur un autre pont bas, aurait suivi le corridor de la Boston Street, puis suivi l'orientation actuelle de l'Interstate 95 hors de la ville. Elle aurait croisé l'Interstate 70N 1 mile au nord-ouest de l'Inner Harbor, et aurait croisé l'Interstate 83 au coin nord-est du centre financier de la ville. Cette autoroute était un peu différente de la proposition originale, et était aussi très critiquée par la population.
En 1969, alors que le Design Concept Team, un groupe multi-disciplines créé en 1966 par le gouvernement de la ville pour aider à la planification du réseau routier de la ville, le système 10-D a été remplacé par le Baltimore 3-A Interstate System. Dans le système 3-A, l'Interstate 95 a été déviée vers le sud, vers la péninsule Locust Point. L'Interstate 70N aurait été construite dans Leakin Park et Gwynn Falls Park pour finir sur l'I-95 près de la US 1 Alt, tandis que l'Interstate 83 a été complètement déviée sur un nouvel alignement, planifiée au départ pour se terminer elle aussi sur l'Interstate 95 près de la rivière Patapsco. L'Interstate 395 aurait pris naissance sous ce plan; elle a été planifiée comme route collectrice de l'I-95 vers le sud du quartier financier. Le résultat du système 3-A a été que la 95 serait une voie de déviation sud du centre-ville, alors que l'I-395 connecterait directement l'I-95 au centre-ville.
La première section de l'I-95 dans Baltimore a été les 0,6 mile les plus au sud de la John F.-Kennedy Memorial Highway, complétée en 1963. En 1971, I-95 permettait plus l'accès à Baltimore, depuis l'ouverture de l'autoroute entre les autoroutes de contournement de Washington et de Baltimore dans cette année; au-delà de l'échangeur sud de l'interstate 695, l'autoroute majeure aboutissait abruptement sur la route US 1 Alt. En 1974, l'I-95 était en construction dans East Baltimore entre sa séparation actuelle avec l'Interstate 895 sud jusqu'à un échangeur en trèfle partiel avec la route 150 du Maryland, l'avenue Eastern. En 1976, elle été en construction entre la route US 1 Alt et la route 150. En 1981, elle était complétée jusqu'à l'Interstate 395, et en 1984, alors que la construction du tunnel Fort McHenry était bien avancée, elle se rendait aussi loin que la route 2 du Maryland (Boston Street). Avec l'ouverture du tunnel le 23 novembre 1985, l'Interstate 95 été finalement complétée dans les limites de Baltimore.

#### John F.-Kennedy Memorial Highway
Le gouvernement du Maryland accorda 73 millions $ pour la construction de la 95 à l'est de Baltimore, pour diminuer le trafic sur la U.S. Route 40 (route alternative de la I-95), en plus du trafic sur les principales autoroutes de contournement. La construction commença en janvier 1962.
elle fut complétée en 1963, et cette section de 48 miles en plus des 11 miles du Delaware ont été dédiés au président John F.-Kennedy, qui inaugura officiellement l'autoroute. Elle fut, par la suite, renommée officiellement en son nom, quelques jours à la suite de son assassinat à Dallas. Les numéros de sorties étaient autrefois séquentiel sur cette section, ce qui amena un conflit pour les numéros de sorties, qui recommençaient à trois reprises, jusqu'à la renumérotation de toutes les sorties par l'état dans le milieu des années 1980, allant maintenant de 2 à 109.

### Échangeurs inachevés

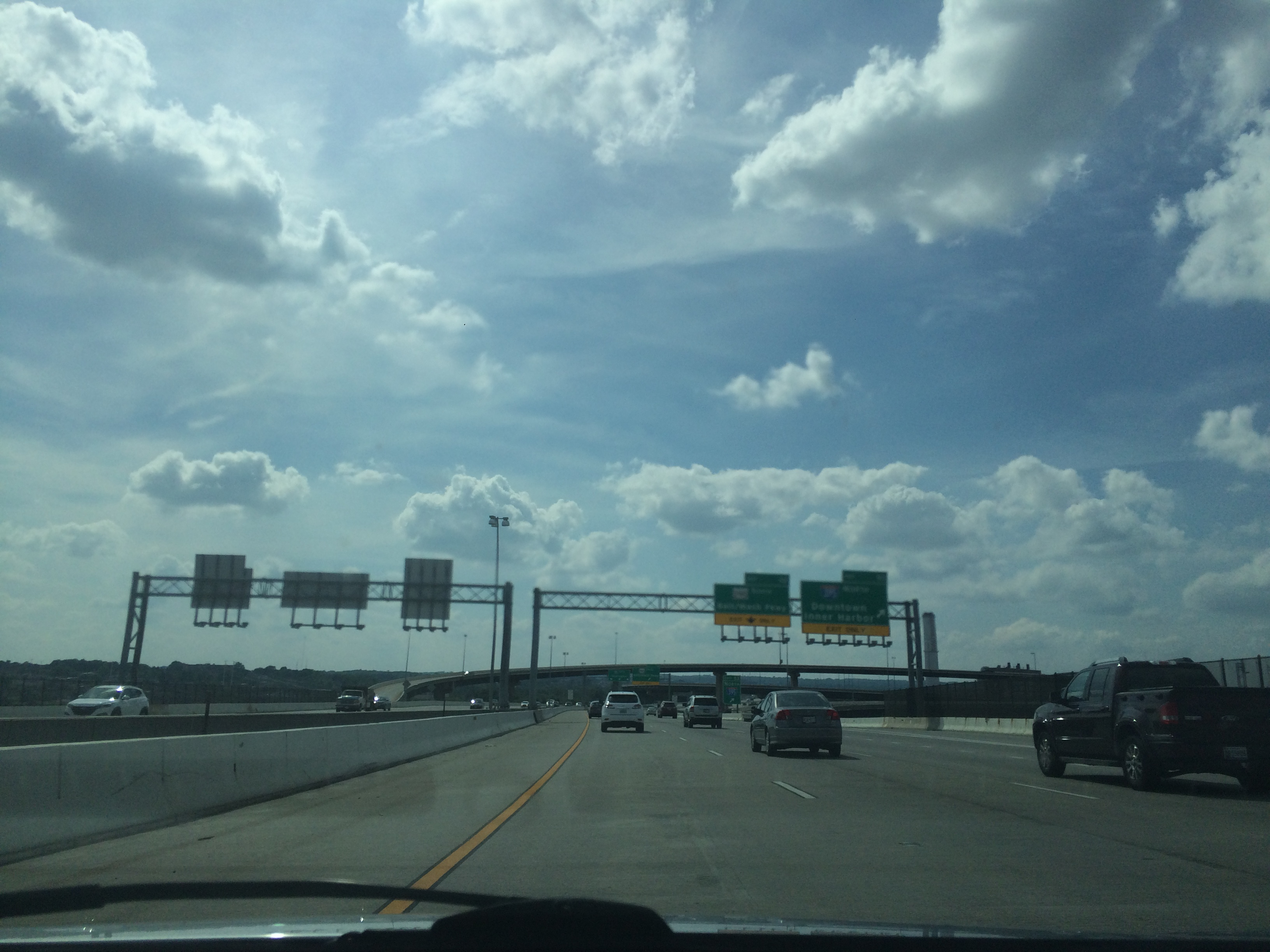
L'interstate 95 direction sud, au mile 47, à la jonction avec l'Interstate 395 au sud du centre-ville de Baltimore.

La 95 à au moins 4 échangeurs non construits lors de son tracé dans l'état du Maryland, 3 étant situés dans la ville de Baltimore. Du sud au nord, le premier échangeur inachevé rencontré est l'échangeur College Parks, soit l'échangeur I-95/I-495 au nord de Washington. Cet échangeur, quoique techniquement incomplet, a été modifié en 1986 pour l'amener à service complet; aujourd'hui, toutes les parties de l'échangeur sont utilisées. En effet, à l'époque, l'Interstate 95 devait traversée complètement le centre-ville de Washington sur l'actuelle interstate 395, puis continuer sur la Northeast Freeway jusqu'à cet échangeur. Aujourd'hui, au sud du présent échangeur l'autoroute prend bizarrement fin, aboutissant sur une aire de stationnement pour le co-voiturage. De plus, une longue bande sans arbre, au sud de l'échangeur, laisse présagé la construction future de l'autoroute, ou que la Northeast Freeway est venue bien près d'exister. Les 3 autres échangeurs sont dans la ville de Baltimore prouvant l'efficacité des différentes révoltes de la population contre le développement routier de la ville, du système 3-A:le terminus est planifié de l'Interstate 70, le terminus sud planifié de l'Interstate 83, et le terminus sud de la Windlass Freeway. Tous ces échangeurs étaient avec des routes locales.
Le premier est situé près de la sortie 50 de l'Interstate 95 dans Baltimore: c'était le site du terminus est planifié de l'Interstate 70 dans la ville, ainsi que dans tous les États-Unis. Les seuls signes visibles aujourd'hui de cet échangeur sont quelques ponts permettant l'accès depuis la I-95, et une butte de gazon. Un pont inutilisé était bel et bien présent, mais fut démoli. Aujourd'hui, la sortie 50 permet l'accès à la route US 1 Alt, le Washington Boulevard.
Le deuxième échangeur est situé près de la sortie 57, tout juste au nord du tunnel Fort McHenry, et est le point du terminus sud planifié de l'Interstate 83, qui relie aujourd'hui le centre de Baltimore à York et à Harrisburg, en Pennsylvannie. Comme ceux de l'Interstate 70, les signes visibles aujourd'hui sont de vieux ponts inutilisés. Contrairement à la sortie 50, la 95 possède plus de 6 voies par direction, alors qu'autrefois, le trafic devait majoritairement passer vers le nord, vers le centre de Baltimore. L'échangeur aurait été un 3 voies Freeway-Freeway, en plus d'une multitude de sortie d'accès vers la rue Boston et O'Donnell, depuis et vers les deux Interstates. Entre les deux échangeurs planifiés, celui de l'Interstate 83 a été le premier à être abandonné, en Septembre 1982, tandis que celui de l'I-70 a été en juillet 1983. 
Le troisième échangeur non réalisé est à la hauteur de la sortie 60, et était le site provisoire du terminus sud de la Windlass Freeway, une route alternative de la U.S. Route 40 (une partie de la route a été construite et fait maintenant partie de l'interstate 695. L'échangeur présent est en utilisation partielle, connectant à la route Moravia, et comme les 2 autres échangeurs de Baltimore, des rampes inutilisées apparaissent toujours aujourd'hui.

### Plans actuels d'expansion
Dû à l'utilisation importante de la John F.-Kennedy, l'Autorité du Transport du Maryland a commencé un processus d'élargissement majeur de l'autoroute, pour convenir à sa pleine capacité. Certaines sections, aujourd'hui dans le nord de l'État, possèdent 6 voies actuellement (configuration 3-3); le projet d'élargissement agrandi sera l'autoroute de 6 à 10 voies (configuration 4-4), ou en configuration 4-2-2-4, les 2 voies du centre étant des voies express autorisées pour un certain type de véhicule seulement. La date de complétion du projet est actuellement inconnue, mais est en cours de développement.

## Autoroutes alternatives

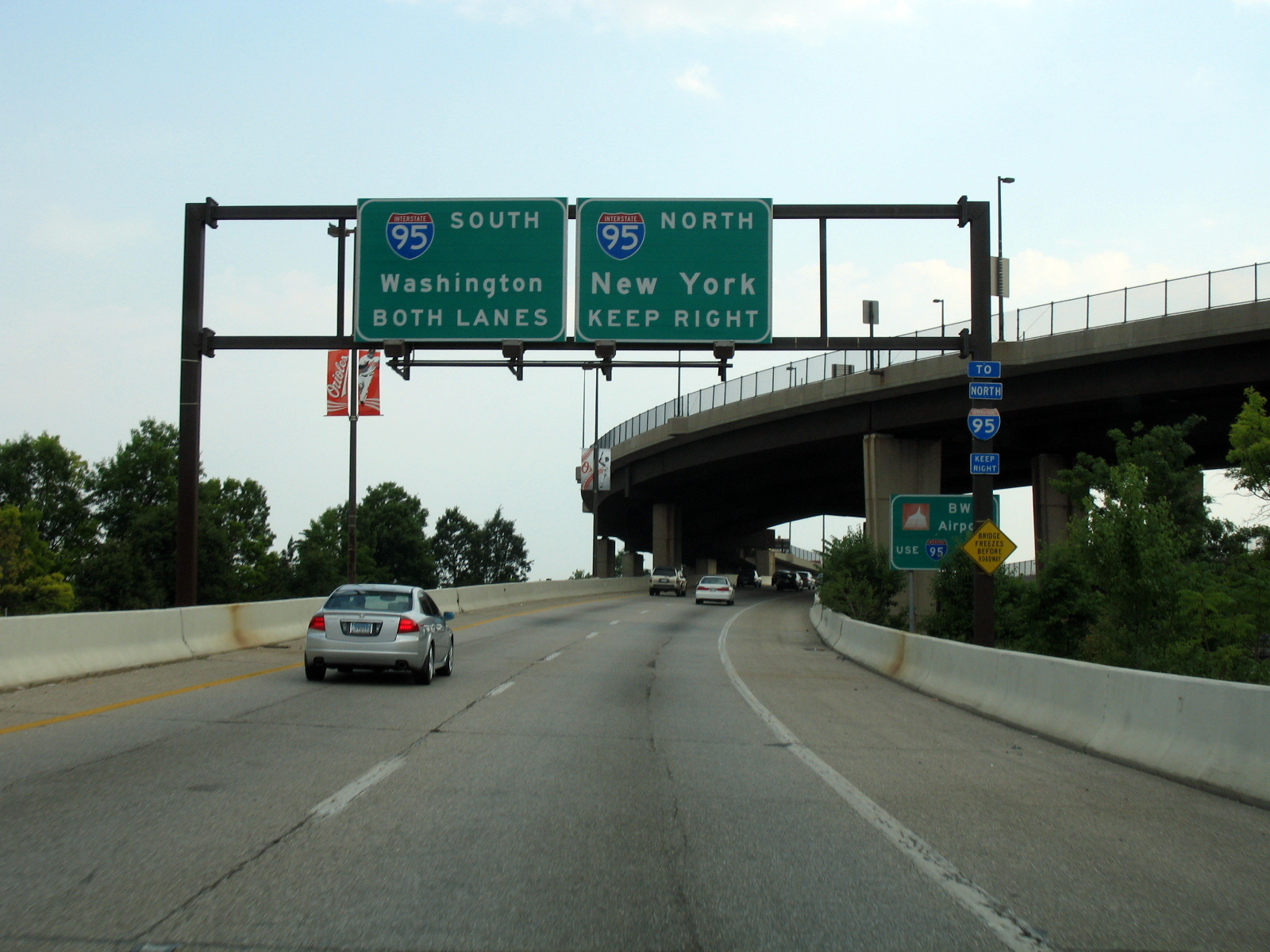
Le terminus sud de l'interstate 395, à son approche de l'interstate 95, au sud du centre-ville de Baltimore. Il faut noter que vers la sortie de droite (I-95), le panneau annonce New York, qui est plutôt loin de la ville de Baltimore.

Plusieurs autoroutes collectrices et de déviation, qui se connectent tous à l'Interstate 95 (sauf l'I-795), sont présentes dans l'État du Maryland. Voici la liste des sept autoroutes alternatives :
- L'interstate 195 est une courte autoroute collectrice, située au sud de Baltimore. En plus de croiser la route 295 et l'Interstate 895, elle relie principalement l'Interstate 95 à l'aéroport international de Baltimore-Washington (BWI). Elle mesure un peu plus de 4 miles[2].
- L'interstate 295 relie l'Interstate 95 (juste à l'est du pont Woodrow Wilson, frontière entre le Maryland et la Virginie) au District de Columbia en suivant la rive est du Potomac. La majorité de son tracé est situé dans le district de Columbia, met elle mesure plus de 8 miles. Elle se termine sur la route 295 du District de Columbia, la seule route du district numérotée (excluant Interstates et les routes US)[2].
- L'interstate 395 est une autoroute hautement fréquentée et très souvent congestionnée aux heures de pointes. Elle relie directement l'Interstate 95 (sortie 53) au centre-ville et au quartier des affaires de Baltimore, en mesurant moins de 2 miles. Elle se termine sur le Martin Luther King Jr. Blvd., et tout son parcours est surélevé[2].
- L'interstate 495 est l'autoroute de contournement de la capitale américaine, Washington (Capital Beltway). Au total, elle mesure plus de 57 miles, et possède un long multiplex de 35 miles avec la 95 dans sa section est. Un peu plus de 35 miles de son tracé est situé dans le Maryland, tandis que le reste de son tracé est situé en Virginie, et elle n'entre jamais dans le district de Columbia. Elle demeure une autoroute très empruntée, la majorité des automobilistes préférant contourner Washington plutôt que de traverser la ville[2].
- L'interstate 695 est l'autoroute de contournement principale de Baltimore, effectuant un tour complet de la ville sur 45 miles. Elle croise la 95 à deux reprises, mais croise aussi l'Interstate 83, l'Interstate 795, l'Interstate 70 et l'Interstate 97. Elle est une autoroute moyennement à hautement fréquentée[2].
- L'interstate 795, longue de 9 miles, connecte l'autoroute de contournement de Baltimore (695) aux banlieues de Reisterstown et Westminster. Elle est la seule autoroute alternative de l'Interstate 95 qui ne la croise pas[2].
- L'interstate 895 est une autoroute à péage de déviation sud de Baltimore, sensiblement parallèle à l'I-95. Elle passe dans le Harbor Tunnel, mesure 15 miles, et débute puis se termine sur l'I-95. Elle est une très empruntée, et est à péage sur toute sa longueur[2].

## Projets futurs

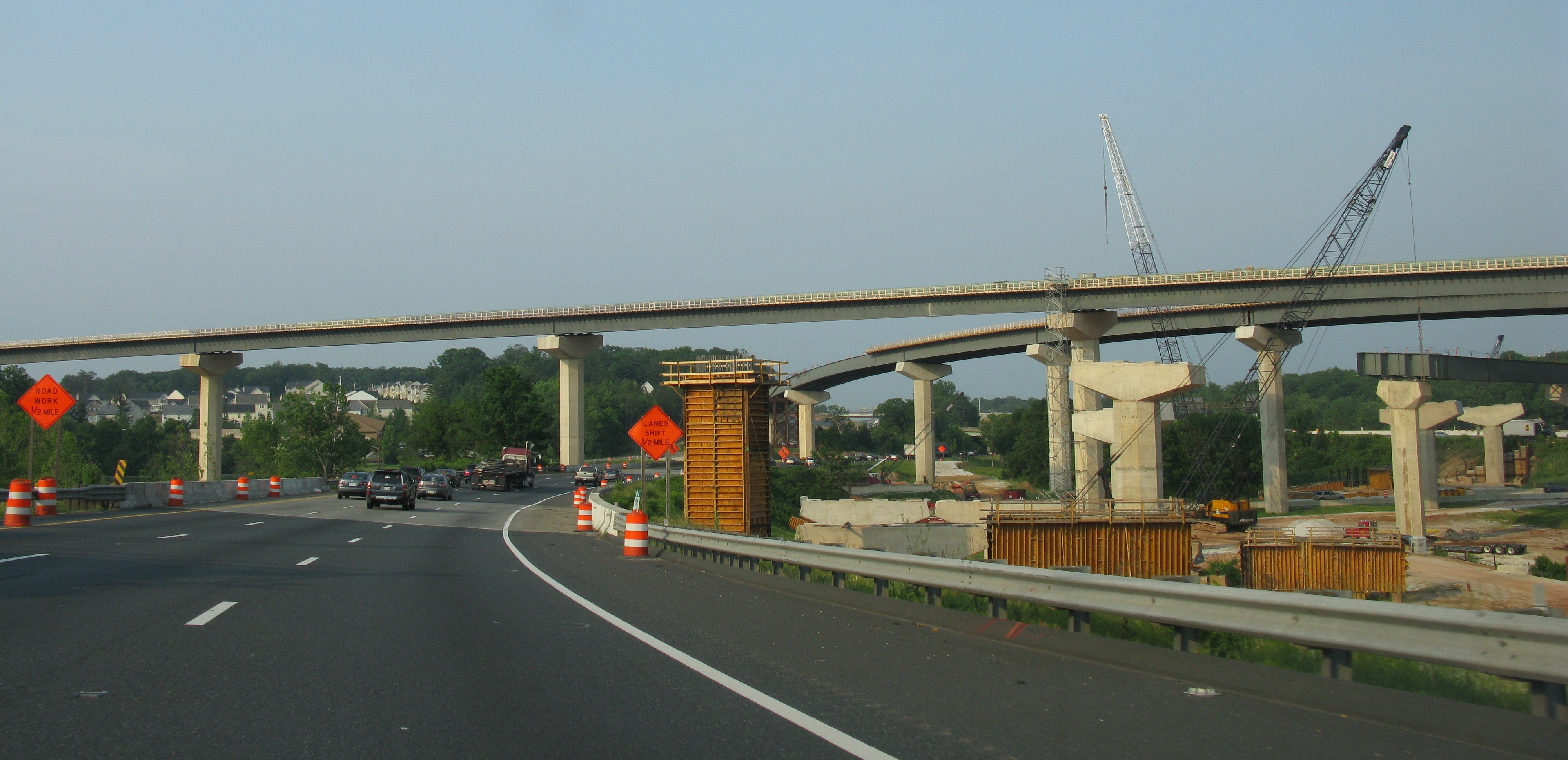
L'échangeur entre les Interstates 95 et 695 en reconstruction.

Tout d'abord, comme mentionné plus tôt, la section John F.-Kennedy Memorial Highway (nord-est de Baltimore) est en ce moment en élargissement complet, passant d'une configuration 3-3 à une configuration 4-2-2-4. De plus, l'échangeur entre l'interstate 695 et la 95 est en ce moment en construction (au mile 64). Cette nouvelle configuration de l'échangeur supprimera les sorties situées à gauche de l'autoroute, en plus de réduire la prononciation des courbes dans l'échangeur.

## Disposition des voies

### Capital Beltway
Sur toute sa section sur la Capital Beltway, en multiplex avec l'interstate 495, la 95 possède 8 voies, selon une configuration 4-4. Au tout début l'état, 2 voies bifurquent vers l'Interstate 295, laissant seulement 3 voies dans chaque direction ouf une petite section d'autoroute, causant quelques bouchons de circulation par moments. Le reste de la section de 27 miles est à 4 voies par direction, parfois même 5 si les voies de sorties sont comptées. À la fin de la section, où la 95 quitte la I-495 par le nord, 3 voies quittent vers la 95, tandis que 3 autres voies continuent vers l'Interstate 495 ouest.

### Entre lesBeltwayset dans Baltimore
Entre les 2 autoroutes de contournement (miles 27 à 49), elle possède à nouveau 8 voies, selon une configuration 4-4. Lorsqu'elle entre dans Baltimore, elle possède toujours 4 voies par direction, et ce, jusqu'à sa sortie de Baltimore par l'est. Une toute petite section de l'autoroute est toutefois à 6 voies (configuration 3-3), au mile 53, alors que 2 voies bifurquent vers l'Interstate 395, qui mène vers le centre-ville, et de, dans chaque direction.

### John F.-Kennedy Memorial Highway
Jusqu'au mile 77, elle possède une configuration 4-4, puis elle devient par la suite, jusqu'à la frontière avec le Delaware, une autoroute à 6 voies (configuration 3-3).

## Aires de service
Quelques aires de service, aussi appelées Service Plaza en anglais, sont présentes le long de l'Interstate 95 dans l'État du Maryland. Voici la liste :
| Location                                                                | Mile | Direction   | type |
| ----------------------------------------------------------------------- | ---- | ----------- | ---- |
| Laurel                                                                  | 37   | sud et nord |      |
| Aberdeen                                                                | 83   | sud et nord |      |
| Perryville                                                              | 96   | sud et nord |      |
| - Aire de repos avec commerces - Aire de service complet avec commerces |      |             |      |

## Liste des échangeurs
| Liste des échangeurs de l'Interstate 95 au Maryland                       | Liste des échangeurs de l'Interstate 95 au Maryland | Liste des échangeurs de l'Interstate 95 au Maryland | Liste des échangeurs de l'Interstate 95 au Maryland                                                      | Liste des échangeurs de l'Interstate 95 au Maryland                                                                                     | Liste des échangeurs de l'Interstate 95 au Maryland |
| Emplacement                                                               | Mile                                                | km                                                  | # | Intersection / Destinations | Notes |
| ------------------------------------------------------------------------- | --------------------------------------------------- | --------------------------------------------------- | --- | --- | --- |
| Frontière District de Columbia-Maryland                                   | 0,00                                                | 0,00                                                | I-95 sud, I-495 ouest, Tysons Corner (VA), Fredericksburg (VA), Richmond (VA)                            | I-95 sud, I-495 ouest, Tysons Corner (VA), Fredericksburg (VA), Richmond (VA)                                                           | extrémité sud-ouest de l'Interstate 95 dans le Maryland; extrémité sud du mutliplex avec l'I-495 dans le Maryland, qui est présent 8 miles avant la frontière; 0,1 mile (0,16 km) à l'ouest, frontière avec la Virginie; Pont Woodrow-Wilson |
| Oxon Hill                                                                 | 1,80                                                | 2,90                                                | 2AB | I-295 nord, Washington (DC), National Harbor                                                                                            | numérotée 2A vers le sud (National Harbor) et 2B vers l'I-295 nord (Washington) |
| Oxon Hill                                                                 | 2,75                                                | 4,43                                                | 3AB | MD-210 (Indian Head Highway), Indian Head, Glassmanor                                                                                   | numérotée 3A vers le sud (Indian Head), et 3B vers le nord (Glassmanor) |
| Oxon Hill                                                                 | 4,33                                                | 6,97                                                | 4AB | MD-414 (Saint-Barnabas Rd.), Oxon Hill, Marlow Heights, Silver Hill, Fort Foote Village                                                 | numérotée 4A vers le sud (Oxon Hill) et 4B vers le nord (Silver Hill) |
| Temple Hills                                                              | 7,30                                                | 11,75                                               | 7AB | MD-5 (Branch Ave.), Camp Springs, Marlow Heights                                                                                        | numérotée 7A vers le sud (Camp Springs) et 7B vers le nord (Marlow Heights) |
| Morningside                                                               | 9,38                                                | 15,10                                               | 9 | MD-337 (Allentown Rd.), Forces armées St. Andrews, Morningside, Forestville                                                             | est constitué de deux semi-échangeurs diamants séparés |
| Forestville                                                               | 10,78                                               | 17,35                                               | 11AB | MD-4 (Pennsylvannia Ave.), Upper Marlboro, Suitland, Washington (DC)                                                                    | numérotée 11A vers l'est (Upper Marlboro) et 11B vers l'ouest (Suitland et Washington) |
| Largo                                                                     | 13,14                                               | 21,15                                               | 13 | White House Rd., Ritchie-Marlboro Rd., Capitol Heights, District Heights                                                                | la 95 prend une orientation vers le nord |
| Largo                                                                     | 14,78                                               | 23,79                                               | 15AB | MD-214 (Central Ave.), Largo, Seat Pleasant                                                                                             | numérotée 15A vers l'est (Largo) et 15B vers l'ouest (Seat Pleasant) |
| Largo                                                                     | 15,83                                               | 25,48                                               | 16 | Arena Dr., Largo | |
| Landover                                                                  | 16,56                                               | 26,65                                               | 17AB | MD-202 (Landover Rd.), Largo, Kentland, Cheverly                                                                                        | numérotée 17A vers l'est (Largo) et 17B vers l'ouest (Kentland) |
| Glenarden                                                                 | 18,54                                               | 29,84                                               | 19AB | US 50 (John Hanson Highway), Annapolis, Washington (DC) (via New York Avenue)                                                           | numérotée 19A vers l'est (Annapolis) et 19B vers l'ouest (Washington); échangeur autoroutier complet |
| New Carrollton                                                            | 19,59                                               | 31,53                                               | 20AB | MD-450 (Annapolis Rd.), Lanham, Bladensburg, Seabrook                                                                                   | numérotée 20A vers l'est (Lanham) et 20B vers l'ouest (Bladensburg) |
| Greenbelt                                                                 | 22,12                                               | 35,60                                               | 22AB | MD-295 (Baltimore-Washington Parkway), Baltimore, Washington (DC), Cheverly                                                             | numérotée 22A vers le nord (Baltimore) et 22B vers le sud (Washington); échangeur en trèfle; autoroute parallèle à la I-95 jusqu'à Baltimore                                                                                                 |
| Greenbelt                                                                 | 23,04                                               | 37,08                                               | 23 | MD-201 (Kenilworrh Ave.), Beltsville, Bradensburg, Riverdale Heights                                                                    | |
| Greenbelt                                                                 | 24,25                                               | 39,03                                               | 24 | Station MARC du métro Greenbelt | sortie sud et entrée nord seulement |
| College Park                                                              | 25,19                                               | 40,54                                               | 25AB | US 1 (Baltimore Ave.), Beltsville, Laurel, Hyattsville, Washington (DC) (via Rhode Island Ave.)                                         | numérotée 25A vers le nord (Laurel) et 25B vers le sud (Washington) |
| College Park                                                              | 26,11                                               | 42,02                                               | 27 | I-495 ouest (Capital Beltway), Bethesda, Silver Spring, Wheaton, Tysons Corner (VA)Vers I-270 nord, Gaithersburg, Frederick, Hagerstown | Échangeur College Park; Extrémité nord du multiplex de 35 miles avec l'I-495 à l'est de Washington; fin de la section de l'I-95 sur la Capital Beltway; vers Park And Ride                                                                   |
| Beltsville                                                                | 28,54                                               | 45,93                                               | 29AB | MD-212 (Powder Mill Road), Beltsville, Calverton                                                                                        | numérotée 29A vers l'est (Beltsville) et 29B vers l'ouest (Calverton) |
| Laurel                                                                    | 30,66                                               | 49,34                                               | 31 | MD-200 ouest, vers I-270 nord et US 1 nord, Gaithersburg, Frederick, Laurel                                                             | échangeur en construction pour la MD-200 vers l'est; fin des travaux prévue en 2014 |
| Laurel                                                                    | 32,70                                               | 52,63                                               | 33AB | MD-198 (Sandy Springs Rd.), Laurel, Burtonsville, Olney                                                                                 | numérotée 33A vers l'est (Laurel) et 33B vers l'ouest (Burtonsville) |
| North Laurel                                                              | 35,26                                               | 56,75                                               | 35AB | MD-216 (Sacggsville Rd.), Laurel, Scaggsville, Highland                                                                                 | numérotée 35A vers l'est (Laurel) et 35B vers l'ouest (Scaggsville) |
| Savage                                                                    | 38,18                                               | 61,44                                               | 38AB | MD-32 (Patuxent Frwy.), Fort Meade, Columbia, Savage, Jessup                                                                            | numérotée 38A vers le sud (Fort Meade) et 38B vers le nord (Columbia) |
| Columbia                                                                  | 40,49                                               | 65,16                                               | 41 | MD-175 (Waterloo Rd., Patuxent Pkwy.), Waterloo, Jessup, Columbia                                                                       | numérotée 41A vers le sud (Waterloo/Jessup) et 41B vers le nord (Columbia) |
| Elkridge                                                                  | 42,37                                               | 68,19                                               | 43A | MD-100, Glen Burnie, South Gate, Severn, Ellicott City                                                                                  | échangeur autoroutier complet; numérotée 43A vers le sud-est (Glen Burnie) et 43B vers le nord-ouest (Ellicott City) |
| Elkridge                                                                  | 45,26                                               | 72,84                                               | 46 | I-895 nord (Harbor Tunnel Thruway), Baltimore Highlands, Brooklyn Park                                                                  | sortie nord et entrée sud seulement |
| Arbutus                                                                   | 46,50                                               | 74,83                                               | 47AB | I-195 est, MD-166 nord (Metropolitan Blvd.), Aéroport international Baltimore-Washington (BWI), Catonsville                             | numérotée 47A vers le sud (I-195, aéroport) et 47B vers le nord (Catonsville) |
| Arbutus                                                                   | 48,47                                               | 78,00                                               | 49AB | I-695 (Baltimore Beltway), Catonsville, Towson, Glen Burnie, Pikesville // vers I-70 ouest, Frederick, Indianapolis                     | numérotée 49A direction est (Glen Burnie) et 49B vers le nord (Catonsville); entrée dans Baltimore 0,5 mile (0,8 km) au nord-est de l'échangeur                                                                                              |
| Ville de Baltimore                                                        | 49,76                                               | 80,08                                               | 50AB | Caton Ave., Lansdowne | numérotée 50A direction sud (Lansdowne) et 50B vers le nord (Baltimore); vers la US 1 Alt. |
| Ville de Baltimore                                                        | 50,89                                               | 81,90                                               | 51 | Washington Blvd., Lansdowne, ouest du centre de Baltimore                                                                               | sortie nord et entrée sud seulement |
| Ville de Baltimore                                                        | 51,67                                               | 83,15                                               | 52 | Russell St. Nord, ouest de centre de Baltimore                                                                                          | route non signalisée MD-295 ; sortie nord et entrée sud depuis la Russell Street |
| Ville de Baltimore                                                        | 51,67                                               | 83,15                                               | 52 | MD-295 sud (Baltimore-Washington Parkway), Aéroport BWI, Washington (DC), Laurel                                                        | sortie sud et entrée nord depuis et vers la MD-295; sortie très fréquentée par aller vers Washington au lieu de prendre la I-95 (ouest vers sud), et vice-versa (nord vers est)                                                              |
| Ville de Baltimore                                                        | 52,09                                               | 83,83                                               | 53 | I-395 nord (Cal Ripken Way), vers Martin Luther King Jr. Blvd., Conway Street et Light Street, BALTIMORE CENTRE-VILLE                   | accès direct vers le centre-ville; échangeur surélevé, au-dessus d'un bras de la rivière Patapsco |
| Ville de Baltimore                                                        | 52,69                                               | 84,80                                               | 54 | MD-2 sud (Hanover Street), Baltimore Highlands                                                                                          | sortie nord et entrée sud seulement |
| Ville de Baltimore                                                        | 53,45                                               | 86,02                                               | 55 | Key Highway, vers le Fort Henry National Monument, Baltimore                                                                            | direction nord, dernière sortie avant tunnel et péage |
| Ville de Baltimore                                                        | 54,07-55,44                                         | 87,02-89,22                                         | Tunnel Fort McHenry sous le fleuve Patapsco, à péage                                                     | Tunnel Fort McHenry sous le fleuve Patapsco, à péage                                                                                    | point le plus bas sous l'eau pour une autoroute Interstate aux États-Unis (-31 mètres) |
| Ville de Baltimore                                                        | 55,75                                               | 89,72                                               | Poste de péage du Tunnel Fort McHenry                                                                    | Poste de péage du Tunnel Fort McHenry                                                                                                   | coût de 4 $ par voiture, et jusqu'à 30 $ pour les grands camions |
| Ville de Baltimore                                                        | 55,96                                               | 90,96                                               | 56 | Keith Avenue | dernière sortie avant péage direction ouest |
| Ville de Baltimore                                                        | 56,76                                               | 91,35                                               | 57 | Boston Street | sortie nord et entrée sud seulement |
| Ville de Baltimore                                                        | 56,99                                               | 91,72                                               | 57 | O'Donnell Street, Dundalk, Baltimore | sortie sud et entrée nord seulement |
| Ville de Baltimore                                                        | 57,73                                               | 92,91                                               | 58 | Dundallk Avenue (vers le sud) | sortie nord et entrée sud seulement |
| Ville de Baltimore                                                        | 58,17                                               | 93,62                                               | 59 | MD-150 (Eastern Ave.), Essex, Baltimore                                                                                                 | |
| Ville de Baltimore                                                        | 59,42                                               | 95,63                                               | 60 | Moravia Road North | sortie nord et entrée sud seulement |
| Ville de Baltimore                                                        | 59,84                                               | 96,30                                               | 61 | US 40 est (Pulaski Highway), Rosedale                                                                                                   | sortie nord et entrée sud seulement |
| Ville de Baltimore                                                        | 60,40                                               | 97,20                                               | 62 | I-895 sud (Harbor Tunnel Thruway), Annapolis, Brooklyn Park                                                                             | sortie sud et entrée nord seulement; terminus nord de l'I-895 |
| Rosedale                                                                  | 63,38                                               | 102,00                                              | 64AB | I-695 (Baltimore Beltway), Essex, Towson, Parkville                                                                                     | autoroute de contournement de Baltimore; en reconstruction en ce moment; numérotée 64B vers le nord (Towson) et 64A vers le sud (Annapolis)                                                                                                  |
| White Marsh                                                               | 66,60                                               | 107,18                                              | 67AB | MD-43 (White Marsh Blvd.), vers la US 40, Perry Hall, White Marsh                                                                       | numérotée 67A vers le sud (White Marsh) et 67B vers le nord (Perry Hall) |
| Joppatowne                                                                | 73,86                                               | 118,87                                              | 74 | MD-152 (Mountain Rd.), Joppatowne, Pleasant Hills, Fallston                                                                             | |
| Edgewood                                                                  | 76,19                                               | 122,62                                              | 77AB | MD-24 (Vietnam Veterans Memorial Highway), MD-924 (Emmorton Rd.), vers Tollagate Rd., Egdewood, Emmorton, Bel Air                       | numérotée 77A direction sud (Edgewood) et 77B vers le nord (Bel Air); la I-95 passe de 4 à 3 voies, ou vice-versa |
| Riverside                                                                 | 79,90                                               | 128,59                                              | 80 | MD-543 (Cresswell Rd.), Belcamp, Hickory                                                                                                | |
| Aberdeen                                                                  | 84,33                                               | 135,72                                              | 85 | MD-22 (Aberdeen Thruway), Aberdeen, Churchville, Dublin                                                                                 | |
| Havre de Grace                                                            | 88,67                                               | 142,70                                              | 89 | MD-155 (Level Rd.), Havre de Grace | dernière sortie avant péage (direction nord) |
| Havre de Grace                                                            | 90,13-91,10                                         | 145,05-146,61                                       | Traverse de la rivière Susquehanna sur le pont Milard E. Tydings Memorial Bridge, à péage direction nord | Traverse de la rivière Susquehanna sur le pont Milard E. Tydings Memorial Bridge, à péage direction nord                                | Traverse de la rivière Susquehanna sur le pont Milard E. Tydings Memorial Bridge, à péage direction nord |
|                                                                           | 92,51                                               | 148,88                                              | Poste de péage John F. Kennedy Memorial Highway (direction nord)                                         | Poste de péage John F. Kennedy Memorial Highway (direction nord)                                                                        | Poste de péage John F. Kennedy Memorial Highway (direction nord) |
| Perryville                                                                | 92,95                                               | 149,59                                              | 93 | MD-222 (Bainbridge Rd.), Port Deposit, Perryville, Conowingo                                                                            | |
| North East                                                                | 99,55                                               | 160,21                                              | 100AB | MD-272 (North East Road), North East, Rising Sun, Oxford (DE)                                                                           | numérotée 100A direction sud (North East) et 100B direction nord (Rising Sun) |
| Elkton                                                                    | 108,27                                              | 174,24                                              | 109AB | MD-279 (Elkton Rd.), vers MD-213 et US 40, Elkton, Newark (DE)                                                                          | Numérotée 109A vers le sud (Elkton) et 109B vers le nord (Newark); dernière sortie dans le Maryland |
| Frontière Maryland-Delaware                                               | 109,05                                              | 175,50                                              | I-95 nord (Delaware Turnpike), Wilmington (DE), Philadelphie (PA), New York (NY)                         | I-95 nord (Delaware Turnpike), Wilmington (DE), Philadelphie (PA), New York (NY)                                                        | Extrémité nord de l'I-95 dans le Maryland; se poursuit, à péage, en tant que le Delaware Turnpike |
| - Multiplex - Échangeur incomplet - En construction - Cours d'eau - Péage |                                                     |                                                     | | | |